# Río Caracarani
El río Caracarani es un curso natural de agua que nace en los faldeos del Volcán Tacora y fluye en la zona norte de la Región de Arica y Parinacota hasta desembocar en el río Lluta
Algunas fuentes consideran al río Caracarani como cauce superior del río Lluta, otras distinguen entre el río Lluta y el río Caracarani como denominan al trayecto anterior a la confluencia con el río Azufre.
La cuenca del río Lluta es considerada en Perú como internacional. Sin embargo, ni Hans Niemeyer ni la Dirección General de Aguas de Chile mencionan ríos provenientes del otro lado de la frontera en sus informes sobre la hoya.
(No sé debe confundir con la quebrada Carini afluente del río Uchusuma)

## Trayecto
El río Caracarani, que lleva aguas todo el año, se origina en Humapalca, a más de 3900 m s. n. m. que se origina a su vez en los faldeos del volcán Tacora, luego comienza lentamente a girar en dirección al oeste. El río, al descender hacia el valle de Lluta, comienza a internarse en un cañón excavado por el cauce en tobas riolíticas y otros sedimentos poco cohesionados. hasta la confluencia con el río Azufre para dar origen al río Lluta y que en algunas fuentes es llamado también río Lluta.

## Caudal y régimen
Las estaciones fluviométricas correspondientes al río Caracarani presentan un mismo régimen hidrológico con pequeñas variaciones. Los caudales medidos dependen muy fuertemente de las lluvias estivales altiplánicas, invierno altiplánico de enero y febrero, siendo ésta la principal causa para los aumentos de caudal en los meses de verano. Los deshielos se manifiestan en el ligero aumento de caudal del mes de diciembre, presente en algunas estaciones. Se aprecia una ligera influencia de precipitaciones en invierno:: 38 .
|  | {\displaystyle {\overline {Q}}} |

El caudal del río (en un lugar fijo) varía en el tiempo, por lo que existen varias formas de representarlo. Una de ellas son las curvas de variación estacional que, tras largos periodos de mediciones, predicen estadísticamente el caudal mínimo que lleva el río con una probabilidad dada, llamada probabilidad de excedencia. La curva de color rojo ocre (con {\displaystyle {\color {Red}\vartriangle }}) muestra los caudales mensuales con probabilidad de excedencia de un 50%. Esto quiere decir que ese mes se han medido igual cantidad de caudales mayores que caudales menores a esa cantidad. Eso es la mediana (estadística), que se denota Qe, de la serie de caudales de ese mes. La media (estadística) es el promedio matemático de los caudales de ese mes y se denota {\displaystyle {\overline {Q}}}.
Una vez calculados para cada mes, ambos valores son calculados para todo el año y pueden ser leídos en la columna vertical al lado derecho del diagrama. El significado de la probabilidad de excedencia del 5% es que, estadísticamente, el caudal es mayor solo una vez cada 20 años, el de 10% una vez cada 10 años, el de 20% una vez cada 5 años, el de 85% quince veces cada 16 años y la de 95% diecisiete veces cada 18 años. Dicho de otra forma, el 5% es el caudal de años extremadamente lluviosos, el 95% es el caudal de años extremadamente secos. De la estación de las crecidas puede deducirse si el caudal depende de las lluvias (mayo-julio) o del derretimiento de las nieves (septiembre-enero).

## Historia
Luis Risopatrón lo describe en su Diccionario jeográfico de Chile (1924):: 494 
Caracarani (Quebrada). Nace en el Portezuelo de la laguna blanca, corre hacia el el S. se encorva al SE i desemboca en la parte superior de la de Lluta.